# Синдром мушице у оку
Синдром мушице у оку (СМО)  или миодесопсија честа је визуелна појава која може бити присутан и у потпуно здравом оку у виду плутајућих тачака. То су ситни комадићи желатина или протеина који се формирају у средњем делу ока познатом као стакласто тело или супстанци налик желеу која помаже у одржавању облика очне јабучице.
Синдром мушице у оку настаје као последица постојања мањег замућења, једног или више, у простору стакластог тела ока које се помера са покретима ока. Ту појаву особа описује као да му је пролетела мушица испред ока.  
Како замућење настаје због дегенеративних промена у стакластом телу, она је често резултат старења и код пацијенат који су имали операцију катаракте. Старењем се стакласто тело одваја од мрежњаче – дела ока који шаље електричне сигнале у мозак. Ово ствара ситне прстенове или мрежице које бацају сенку, због чега се синдром мушице у оку појављују у видном пољу. Временом, мрежњача може да се поцепа и одвоји, што захтева хитан третман ради заштите вида.

## Етиологија
Стакласто тело чини приближно две трећине укупне запремине ока и налази се између сочива и мрежњаче. Супстанца која га чини, названа стакласти хумор, састоји се од 99% воде а преосталих 1% су колаген, хијалуронске киселине, шећер, растворљиви  протеини, ћелија стакластог тела (хијалоцити) и стакласта влакна које чине његов скелу. Када гледамо објекат, сочиво фокусира светлост и - након проласка кроз стакласто телоона пада на мрежњачу где се ствара слика као у огледалу. Да би ова функција ока била очувана стакласто тело би теоретски требало да буде савршено провидно; Међутим, мале несавршености су увек присутне чак и ако обично нису видљиве (захваљујући можданим компензационим операцијама и операцијама навикавања). Након оксидативних феномена, колагена влакна имају тенденцију да се фрагментирају, формирајући филаменте различитих облика, који лебде унутар течности стакластог тела и бацају сенку на мрежњачу, што се доживљава као непрозирност. Држањм главе у мирнон положају  и гледајући наизменично горе-доле, стакласто тело се меша и сенке постају веома видљиве.
Желатинозна микроструктура стакластог тела се погоршава са годинама: дегенерација почиње са 20-30 година.  Код кратковидних субјеката, клинички знаци се могу појавити и раније. 
Главни узроци СМО могу бити:
- трауме ока,
- поремећаји метаболизма електролита,
- задње одвајање стакластог тела,
- одвајање мрежњаче.

- старење,
- кратковидост
- лоша корекција вида;
- стрес,
- умор,
- дехидрација,
- интраокуларна запаљења;
- операције ока, као што је уклањање сочива захваћеног катарактом : као последица могу се појавити бљескови светлости у мраку (фоптсија ), узроковани механичким напрезањима одвајаног стакластог тела на мрежњачу, а то може довести до већих лезија мрежњаче са озбиљним последицама по ретину, па чак и до озбиљних последица по ретину . Очни преглед се препоручује у свим овим случајевима.

СМО (миодесопсија) се сматраа секундарним дефектима вида, а не болешћу, јер она обично не утичу на сам вид. У литератури се настанак СМО сматра сасвим нормалним за зрелу популацију, а недавно је наведено како СМО све више погађаа младе од 20 до 30 година па овај проблем може имати  негативан утицај на квалитет живота млађих категорија.

## Клиничка слика
Симптоми мушице у оку могу укључивати: различитих облика - као што су ситне мрље, прстенове, прозирне мале мехуриће, нити или мрежице.
Посебно су видљиви када се гледа у светлу област (као што је плаво небо).
Крећу се како се очи крећу, често са благим заостајањем.
Велике мушице у оку могу се појавити као смањена подручја вида, али то је веома ретко.

## Дијагноза
Особи која се жали да види замућења која се померају свакако треба прегледати очно дно на широку зеницу јер постоје и замућења која претходе настанку озбиљних очних обољења (нпр услед постојања руптуре мрежњаче коју хитно треба третирати ласером да не би дошло да аблације
мрежњаче).
Према томе, сваку тегобу пацијента треба увек озбиљно схватити и офталмолог би требало да увек прегледа очно дно на широку зеницу.

## Терапија
Синдром мушице у оку обично не захтева лечење већ се пацијенту саветује да покуша да наизменичним погледима горе-доле, и са једне на другу страну, у стакластом тело помери мушице са видног пута. Иако ова препорука не функционише увек мушице у оку су обично безопасне и операција није потребна. 
Међутим, ако су изражене и симптоматске, или негативно утичу на квалитет живота и радну способност пацијента, можда ће бити   потребна  употребу одређених врста ласера или других микрохируршких процедура ока (мпр. витректомија  — делимично или потпуно уклањање стакластог тела), посебно када је величина мушица таква да изазивају трајну нелагоду виду.
Пожељно је да пацијент верује у своју способност прилагођавања: у ствари, СМО не утичу на пацијентов визуелни капацитет. У литератури се наводи да поиједини људи током времена (месецима или годинама) науче да потпуно игноришу СМО.  Док неки други иако имају нормалан вид,  опседнути су опсесијом и траже своју муђицу у оку, и тиме појачавају  проблем на психолошком нивоу.
Неки очни лекари прописују посебне додатке исхрани, и препоручују унос доста воде. Остаје да се провери ефикасност додатака исхрани (јер је мала вероватноћа да они могу утицати на еволуцију стакластог тела). Добра исхрана богата витаминима, поврћем и храном богатом течностима свакако је од суштинског значаја, посебно у топлој сезони, како би се спречиле промене хемијског састав стакластог тела.
Једноставан тпрепорука која не решава проблем, али га може учинити много мање досадним је ношење наочара за сунце са великим тамним сочивима, по могућности огледалима, посебно у светлим данима, како би се значајно смањио интензитет СМО у видном пољу.